# 何塞·曼努埃尔·奥特罗·诺瓦斯
何塞·曼努埃尔·奥特罗·诺瓦斯（西班牙語：José Manuel Otero Novas，1940年3月23日—），加利西亚人，西班牙政治人物、作家，原民主中间联盟成员。曾在西班牙民主转型时期短暂担任教育大臣、首相府大臣等职。

## 生平
1967年，通过国家司法考试，成为公职律师，在卢戈省政府部门工作。1974年2月至12月，任财政部技术部门负责人。1975年11月佛朗哥去世后，任内政部国内政策总局局长。1976年7月，任首相府技术部门负责人。1977年7月至1979年4月，任首相府大臣。1979年4月至1980年9月，任教育大臣。1979年3月，代表民主中间联盟当选卢戈选区众议院议员。1982年，退出民主中间联盟，参与成立人民民主党，并担任秘书长至1983年。1989年，加入人民党并当选萨莫拉选区的众议院议员，直至1993年期满卸任。
2011年，他出版新书《主流思想的神话：和平、民主与理性》，探讨了国家分裂的危险、大规模移民背后的挑战等问题。

## 荣誉
- 大十字级卡洛斯三世勋章（1980年）[3]
- 大十字级智者阿方索十世民事勋章（1994年）[4]